# Fentiazac
Il fentiazac è un farmaco anti-infiammatorio non steroideo (FANS), derivato dell'acido acetico e utilizzato come anti-infiammatorio antiedemigeno e analgesico.

## Farmacocinetica
Dopo somministrazione orale il farmaco viene ampiamente assorbito dal tratto gastrointestinale. La concentrazione plasmatica massima viene raggiunta nell'uomo dopo 1,5-2 ore dalla somministrazione orale. L'azione analgesica del farmaco si esplica entro 30 minuti dalla somministrazione orale. L'emivita plasmatica è di circa 6 ore. Il farmaco si distribuisce rapidamente nei tessuti biologici e nel tessuto connettivo permane lungamente. Il legame con le proteine plasmatiche è elevato.
Il fentiazac viene metabolizzato a livello epatico, dove viene idrossilato in un metabolita farmacologicamente attivo.

## Tossicità
Fentiazac somministrato oralmente mostra nel topo una DL50 di 692 mg/kg mentre nel ratto di 661 mg/kg.

## Usi clinici
Il farmaco viene utilizzato come antipiretico, analgesico e antiflogistico in medicina interna, chirurgia, ortopedia e traumatologia, ginecologia.

## Effetti collaterali e indesiderati
Gli eventi avversi che vengono registrati più comunemente sono di natura gastrointestinale e includono ulcere peptiche, perforazione o emorragia gastrointestinale, talvolta fatale.
Sono segnalati nausea, vomito, flatulenza, diarrea o costipazione, dolore addominale, melena, ematemesi, stomatite ulcerativa, e con minore frequenza gastrite.
In alcuni soggetti cono state riportate eruzioni cutanee, reazioni bollose, sindrome di Stevens-Johnson e raramente necrolisi tossica epidemica.

## Controindicazioni
Il farmaco è controindicato nei soggetti con ipersensibilità nota al principio attivo, storia di emorragia gastrointestinale o perforazione gastrointestinale e anamnesi di emorragia o ulcera peptica ricorrente (almeno due episodi distinti). Si deve evitare di somministrare fentiazac in pazienti in terapia anticoagulante a lungo termine e in coloro che sono affetti da severa insufficienza cardiaca.
Da evitare anche l'assunzione nel corso del terzo trimestre di gravidanza.

## Dosi terapeutiche
Il dosaggio usuale nell'adulto è di 200 mg ogni 12 ore. Nei soggetti anziani la posologia viene stabilita dal medico che potrà optare per una riduzione del dosaggio.

## Interazioni
Il trattamento associato con corticosteroidi determina un aumento del rischio di ulcerazione ed emorragia gastrointestinale. L'associazione con anticoagulanti, ad esempio il warfarin, può potenziare l'effetto di questi ultimi. Fentiazac come altri FANS può ridurre l'effetto dei diuretici e di alcuni farmaci antiipertensivi.